# Sacré Coeur Riedenburg

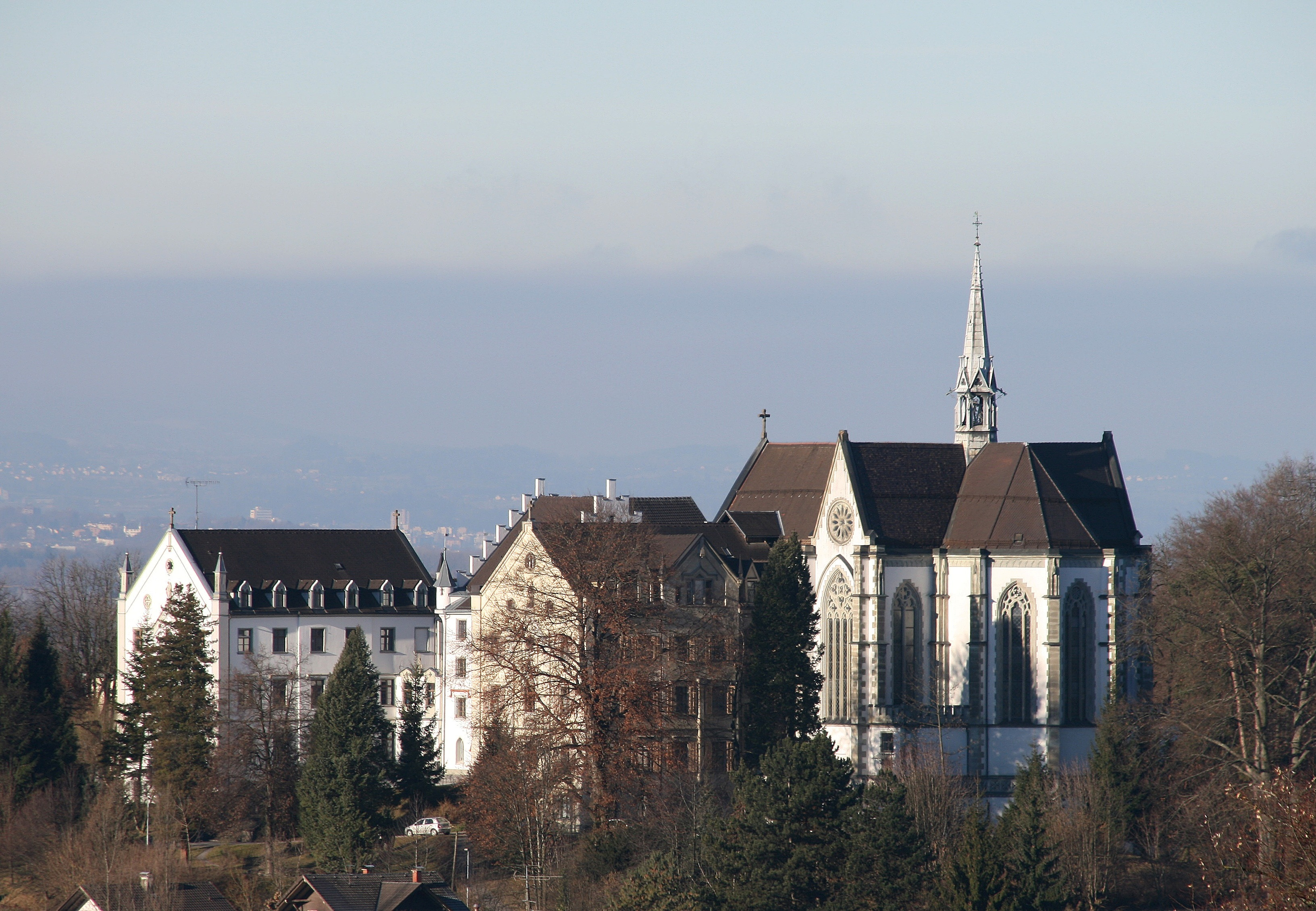
Die zwei Flügelbauten des Klosters nach Süden und die Klosterkirche nach Osten

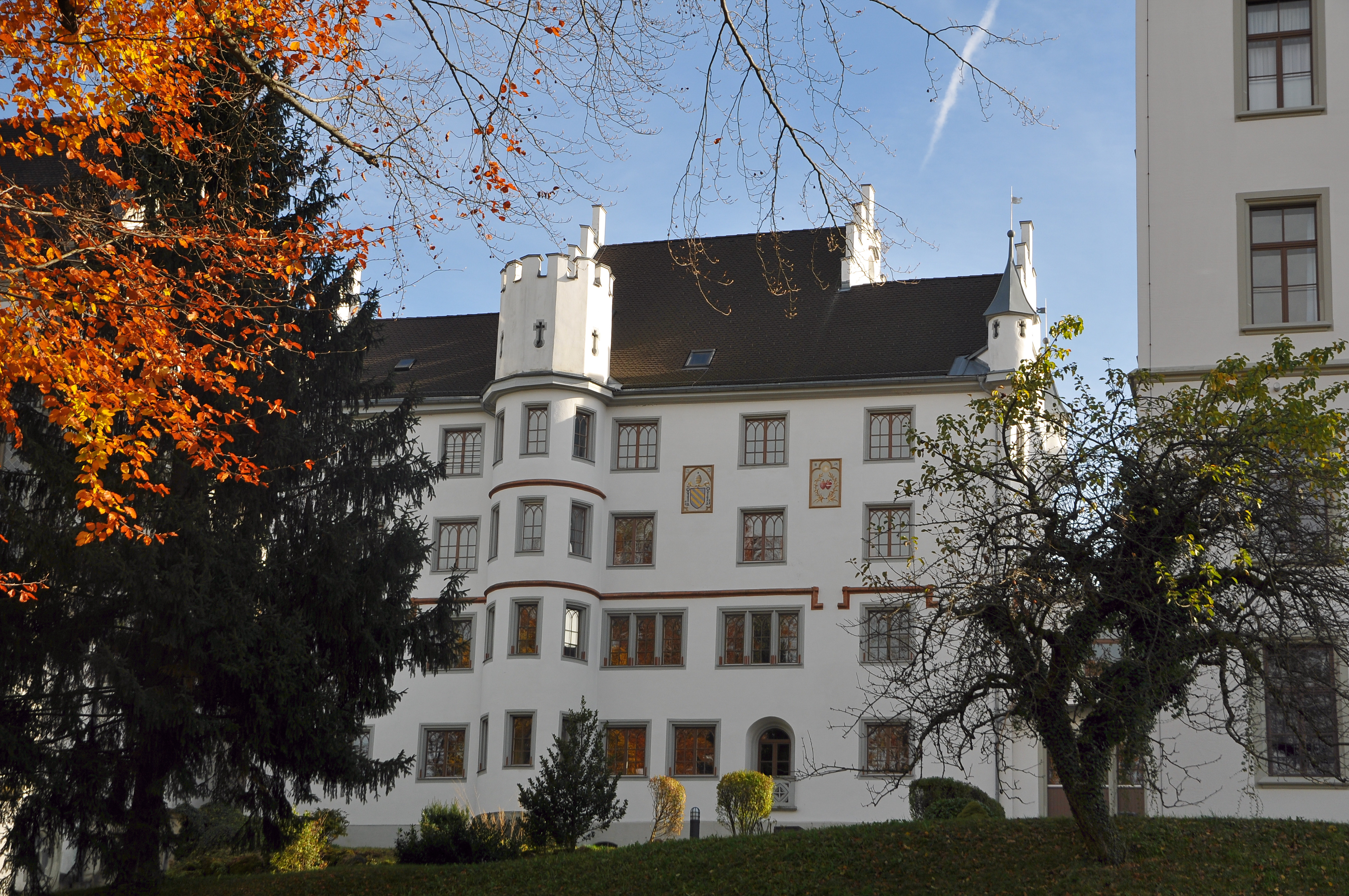
Nördliche Altbaufront mit eingebundenem Treppenturm

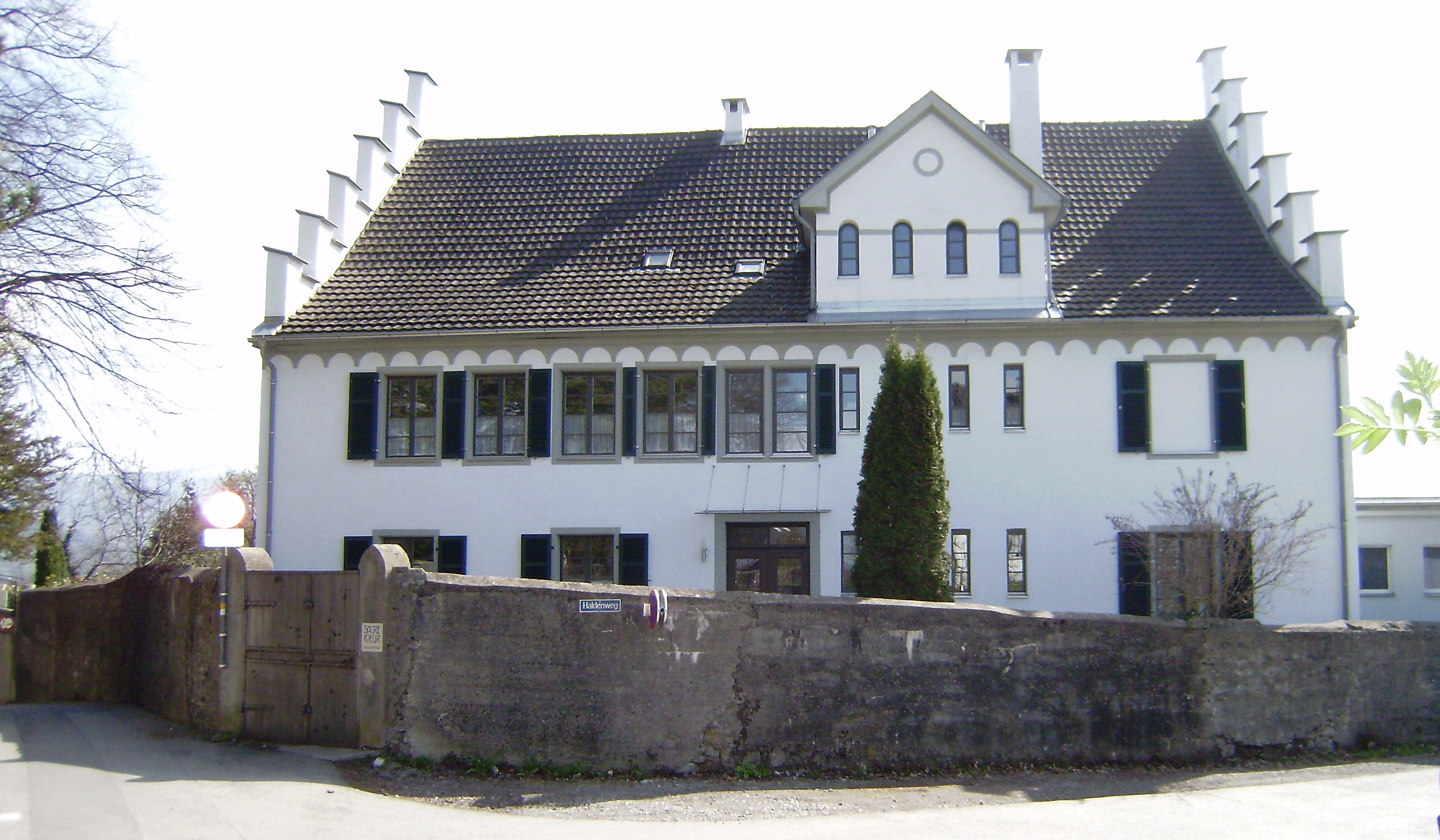
Volksschule Sacré Coeur Riedenburg

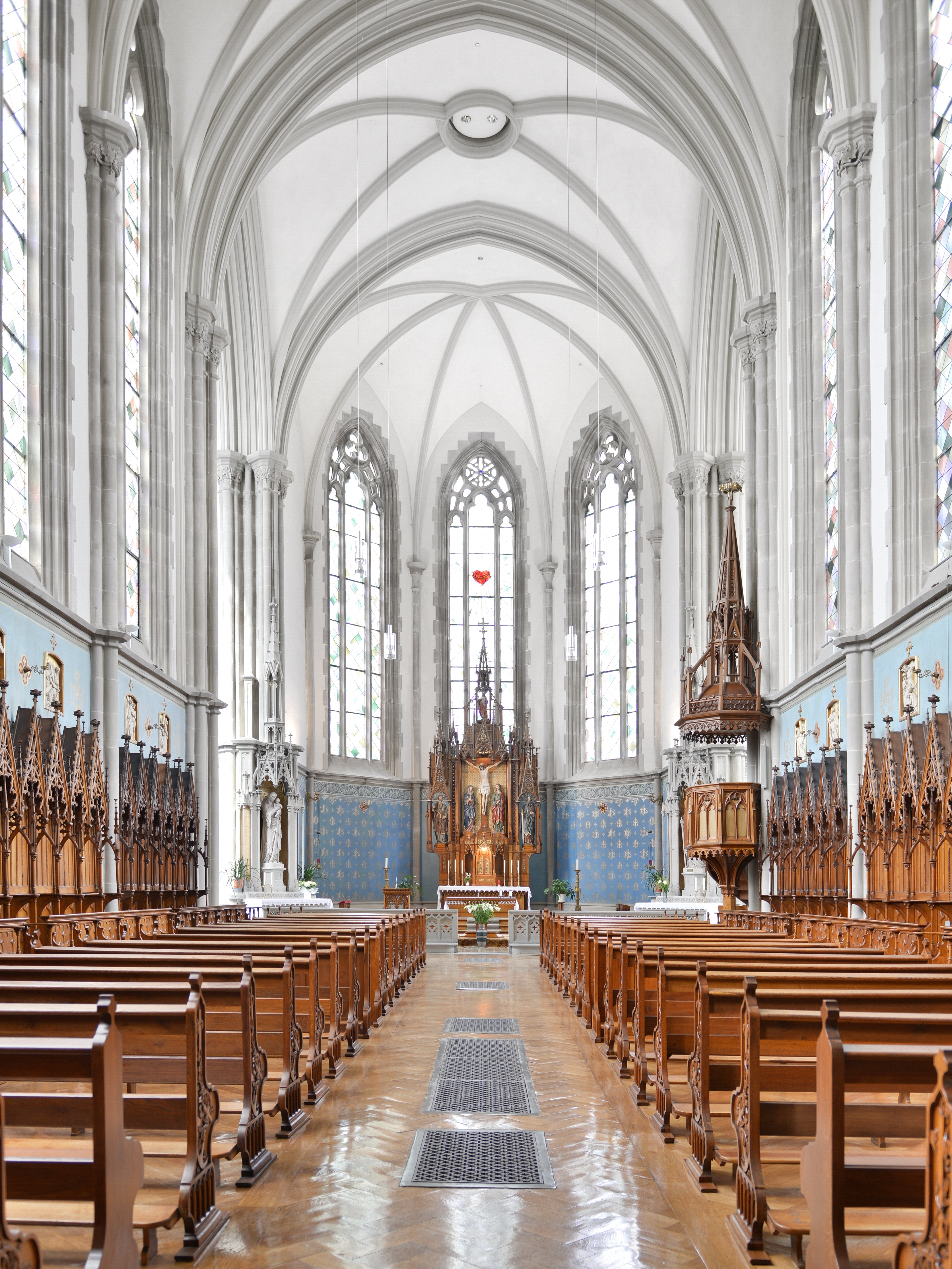
Klosterkirche Langhaus zum Chor

Das Sacré Coeur Riedenburg bezeichnet das Kloster zum Heiligsten Herzen Jesu des Frauenordens der Gesellschaft vom Heiligen Herzen Jesu und das dortige Schulzentrum mit Volksschule, Gymnasium und Höhere Lehranstalt für wirtschaftliche Berufe (HLW) in der Katastralgemeinde Rieden in der Stadt Bregenz in Vorarlberg. Kloster und Klosterkirche stehen unter Denkmalschutz.

## Geschichte
- 1406/1408: Im Appenzellerkrieg wird der ehemalige Ansitz der Herren von Niedegge, der auf einem Hügel der Stadt Bregenz nahe dem Ufer der Bregenzerach liegt, zerstört.[4]
- 1448: Die Ruine wird vom Bürger Hanns Schmid erworben.
- 1570: Der Besitz geht an Hanns Schnabl.
- 1622/1628: Das Gelände gehört dem Stift Einsiedeln.
- 1664 bis 1806: Die Riedenburg ist im Besitz des Klosters Mehrerau.
- 1801 wird die Ordensgemeinschaft zum Heiligen Herzen Jesu (Sacre Coeur) als sozialer Schulorden gegründet. Die Gründerin Magdalena Sophie Barat wird 1806 zur Generaloberin ernannt und gründet zahlreiche Sacre Coeur Häuser in der ganzen Welt.
- 1844/1849: Die Riedenburg wird von Baron zu Pöllnitz (Besitzer seit 1842) erneuert.
- Im Dezember 1853 wird der Kaufvertrag der heutigen Schule mit Baron Ernst von Pöllnitz abgeschlossen.
- Am 24. April 1854 ist die offizielle Eröffnung des Klosters und des Internats. Die Anfangsjahre der Schule erweisen sich aber als äußerst schwierig, es mangelt an Schülerinnen (teilweise werden nur sieben Mädchen unterrichtet). Die Unterrichtssprache ist Französisch, und lange Zeit kommt ein Großteil der Schülerinnen aus dem Ausland. Im Laufe der Jahre wird die Bandbreite des Angebots erweitert (verschiedene Schultypen, Armenschule,…) und die Schülerzahlen steigen
- 1856 stattet die Ordensgründerin Barat der Riedenburg einen Besuch ab. Ihr gutes Verhältnis zur Riedenburg ist in einem Zitat überliefert „Wenn ich einen schönen Traum haben will, dann denke ich an die Riedenburg.“
- 1859: Erster Ausbau der Schule: die Kirche und ein Internatsbau entstehen als Flügenbauten beidseits des alten Bestand
- Kaiser Franz Joseph, stattet der Schule 1881 ebenfalls einen Besuch ab.
- 1901/02: Zweiter großer Ausbau im Südwesten
- Im 2. Weltkrieg wird das Pensionat geschlossen und für Kriegszwecke genutzt. Die Schwestern werden zu Putzfrauen und Hilfskräften. Die Schule wird zu einem Lazarett umgebaut, unter der Schule entsteht ein Netz von Gängen als Luftschutzbunker für die verletzten Soldaten und Teile der Bevölkerung von Bregenz. Dieser Bunker kann heute noch in geführten Touren besucht werden.[5] Nach Ende des Krieges übernimmt die französische Besatzungsarmee die Schule. Diese leitet 1945 die Wiederaufnahme der Unterrichtstätigkeit ein.
- 1960: Öffnung der bisherigen reinen Internatsschule auch für externe Schülerinnen
- 1965–1967: Dritter großer Ausbau: das Herz-Jesu-Haus, in dem sich heute die meisten Klassenzimmer befinden, wird gebaut, um dem neu gegründeten Gymnasium (Unter- und Oberstufe) Platz zu bieten.
- 2018: Öffnung der bisherigen Mädchenschule auch für Buben

## Architektur
Der unregelmäßige Gebäudekomplex bedingt durch Um- und Zubauten hat mit dem mittigen Altbau die Hauptfront nach Süden, dazu beidseits die zwei Giebelfronten des Klosters, und nach Osten die neugotische Klosterkirche, während nach Westen neuere Trakte der Schule stehen.

### Kloster
Der Altbau als viergeschoßiges Gebäude ist der Ansitz von Hanns Schnabl von Schönstein aus 1570.
Seitlich des Altbaues gibt es niedrigere Verbindungstrakte zu den beiden Flügelbauten Mariengang und Kreuzgang des Klosters, erbaut 1862/1863 und 1879.

### Klosterkirche
Die Klosterkirche zum Heiligsten Herzen Jesu im Osten des Klosters wurde von 1862 bis 1865 nach den Plänen des Architekten H. Sutter erbaut und 1865 auf die hl. Magdalena geweiht. Sie beinhaltet zwei Seitenkapellen und eine Orgel. Auch mehrere Figuren zieren die Kirche. 1884 wurde mit dem Baumeister Spratler an der Nordwestseite die deutlich kleinere, schmucklosere Marienkapelle angebaut.

#### Ausstattung der Klosterkirche

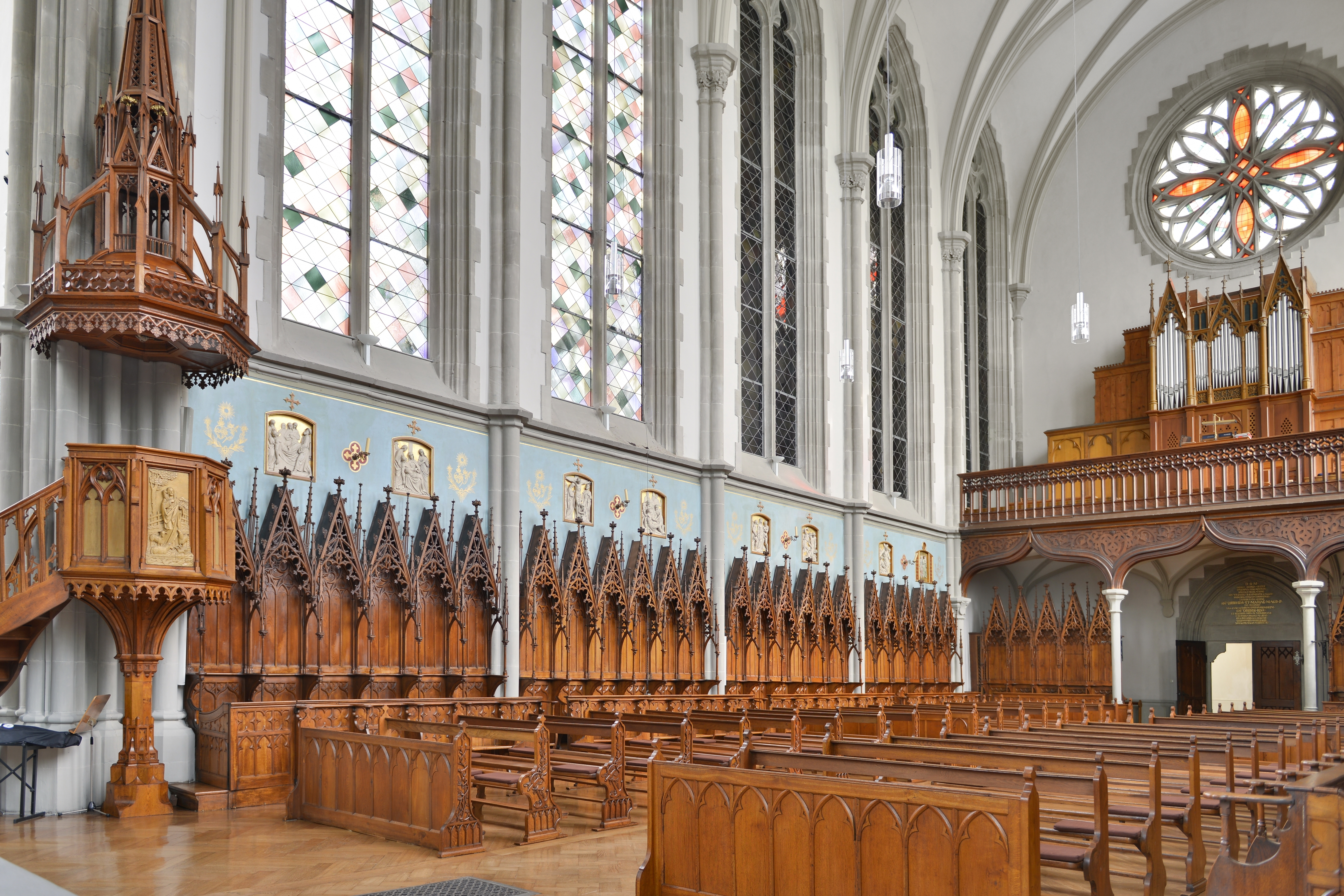
Kanzel und Orgel

Der neugotische Hochaltar stammt vom Kunsttischler Spratler, den Tabernakel schuf 1924 Anton Rebholz. Der linke Seitenaltar trägt in der Nische die Sandsteinfigur Maria mit Kind von Serafin Eberhart aus 1898. Der rechte Seitenaltar trägt die Sandsteinfigur hl. Josef ebenfalls von Serafin Eberhart aus 1904. Das Gemälde in der linken Seitenkapelle malte Walter Bjelik 1940. In der rechten Seitenkapelle steht ein flacher dreiteiliger neugotischer Altar von Konstantin Mayer und zeigt ein Bild der Ordensgründerin Barat flankiert von zwei Engeln.
Entlang den Langhauswänden zieht ein Chorgestühl und die Kirchenbänke haben geschnitzte Docken. Im Vorraum zur Kirche befindet sich ein Kruzifix mit Maria aus dem Ende des 19. Jahrhunderts. Im Stiegenhaus im Aufgang zur Kirche die Figuren Erzengel Michael, Herz Jesu aus 1861 und der hl. Josef aus dem Anfang des 20. Jahrhunderts. Im Vorraum zur Marienkapelle sind ein Gemälde Jesus am Jakobsbrunnen und eine Pietà ausgestellt.
Die Orgel wurde 1873 von den Gebrüdern Mayer erbaut und 1929 umgebaut und erweitert.

### Marienkapelle
Die Marienkapelle im Norden des Langhauses, auch Fremdenkapelle genannt, hat einen separaten Eingang und wurde 1884 erbaut. Links vom Altar steht eine Pietà aus dem Ende des 19. Jahrhunderts. Die Kirchenbänke mit Maßwerkdocken stammen aus dem Jahr 1887. Die Kreuzwegtafeln malte 1965 der Maler Alois Hofer.

## Schule
Ursprünglich als französischsprachige Schule für höhere Töchter ausgelegt umfasst das Sacré Coeur Riedenburg heute eine Höhere Lehranstalt für wirtschaftliche Berufe (gegründet 1962), ein Gymnasium mit Unter- und Oberstufe (gegründet 1964. Erst seit 1999 unterstehen diese beiden Schulen derselben Direktion) und eine Volksschule. Hauptschule, einjährige Hauswirtschaftsschule, dreijährige Fachschule und andere Schultypen wurden im Laufe der Zeit aufgegeben und durch andere Formen ersetzt.

### Leitung

#### Schulleitung HLW
- 1962–1990: Edith Fekete
- Ab 1990: Alfred Auer
- Ab 1991: Werner Grabher
- Ab 1999: Hildegard Gstach
- Ab 2014: Gebhard Hinteregger
- Ab 2021: Maria Strolz

#### Schulleitung Gymnasium
- 1965–1979: Edith Jarmai
- 1980–1989/90: Wilhelm Wurzer
- Ab 1990: Edith Fekete
- Ab 1999: Hildegard Gstach
- Ab 2014: Gebhard Hinteregger
- Ab 2021: Maria Strolz

#### Internat
- ab 2003: Theresia Metzler
- ab 2021: Carmen Silveria Bubniak

#### Volksschule
- bis 2003 Waltraut Bagehr
- ab 2003 Karin Ammann

## Internat
Bis 1960 wurde das Sacre Coeur Riedenburg nur als Internat geführt. Seit der Öffnung des Externats stiegen die Schülerzahlen zwar stark an, das Internat schrumpfte aber. Heute wird das Internat der Riedenburg von 40-50 Schülerinnen bewohnt. Die Schülerinnen wohnen in 1-4er Zimmern, die mit den wichtigsten Möbeln und einem Waschbecken ausgestattet sind.
Während des Tages erhalten die Schülerinnen drei Mahlzeiten und werden vor und nach der Schule von Erzieherinnen betreut. Außerdem besuchen die Schülerinnen der Unterstufe das Tagesheim (dieses ist auch für externe Schülerinnen offen). Mittwochs ist es den Mädchen freigestellt, wie sie ihren Tag gestalten. Am Wochenende gibt es keine Internatsbetreuung, das heißt, dass die Schülerinnen von Freitag bis Sonntag nach Hause gehen müssen.
Geleitet wird das Internat von Mag. Theresia Metzler. Das Erzieherinnenteam besteht aus sechs Personen.

## Auszeichnungen (Auswahl)
Auszeichnungen der Schule:
- 2008 Lifelong Learning Award
- 2013 IBK-Preis für Gesundheitsförderung und Prävention

Auszeichnungen von Schülerinnen:
- Schulchor beim Österreichischen Bundesjugendsingen: 1995, 1998, 2004, 2007, 2010, 2013, 2017
- Schülerwettbewerb Politische Bildung: 2010, 2016
- Österreichischer Fremdsprachenwettbewerb: 2014, 2016, 2017
- 2014 Geschichtswettbewerb des Bundespräsidenten („4er-Jahre: 1914, 1934, 1994, 2014“)[9]

Ausgezeichnete Diplomarbeiten und Vorwissenschaftliche Arbeiten:
- 2015 Auszeichnungen durch das Land Vorarlberg und die Österreichische Mathematische Gesellschaft: „Mädchen sind mathematisch weniger begabt als Jungen – Vorurteil oder Realität?“ (AHS)[10]
- 2017 Best Practise Award: „So normal ist anders sein“ (HLW)[11]

## Schülerinnen
- Gertraud von Bullion (1891–1930), erste Frau in der Apostolischen Bewegung von Schönstatt, Mitbegründerin des Schönstatt Frauenbundes
- Gräfin Ada Chotek, dann Sr. Maria Annuntiata (1890–1939), Gründerin der Eucharistieschwestern
- Maria Droste zu Vischering (1863–1899), deutsche Ordensschwester in der Kongregation der Schwestern vom Guten Hirten. Sie wird in der katholischen Kirche als Selige verehrt.
- Laura Bilgeri (* 1995), Schauspielerin